# Burg Tiefenbach
Die Burg Tiefenbach ist die Ruine einer Höhenburg auf einer 655 m ü. NN hohen Felsnase beim Untertiefenbacher Hof im Ortsteil Reichenbach der Stadt Hornberg im Ortenaukreis in Baden-Württemberg.
Die Burg wurde von den Herren von Hornberg erbaut und 1423 einmalig erwähnt. Von der ehemaligen Burganlage sind noch zwei Meter hohe Mauerreste eines quadratischen Turms erhalten.
Ein zweiter Geleitsturm der Hornberger, die Burg Gutach, befindet sich auf dem Turmerberg bei Gutach.